# Cartularios de Valpuesta

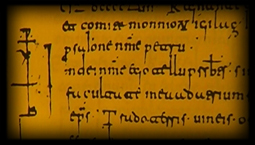
Fragmento de uno de los documentos del cartulario con escritura visigótica.

Los Cartularios de Valpuesta son una serie de documentos del siglo XII que, a su vez, son copias de otros documentos, algunos de los cuales se remontan al siglo IX, si bien la autenticidad de algunos de ellos es discutida. Están escritos en un latín muy tardío que trasluce algunos elementos propios de un dialecto romance hispánico que ya se corresponde con las características propias del castellano. El preámbulo del estatuto de autonomía de Castilla y León los menciona junto a la Nodicia de Kesos como testimonios que contienen «las huellas más primitivas del castellano». En noviembre de 2010, la Real Academia Española avaló los cartularios, escritos en «una lengua latina asaltada por una lengua viva», como los primeros documentos en los que aparecen palabras escritas en castellano, anteriores a las Glosas Emilianenses. Sin embargo, la diferencia más destacable entre estos dos documentos es que las glosas presentan estructura gramatical romance, algo que no se da en los Cartularios de Valpuesta, los cuales son textos escritos en latín y de gramática latina, en los que se incluyen algunas palabras romances. Por tanto, las Glosas Emlianenses son los textos en romance ibérico (del área geográfica actual de lengua castellana) más antiguos de los que se tiene noticia en los que están presentes todos los niveles lingüísticos.

## Caracterización

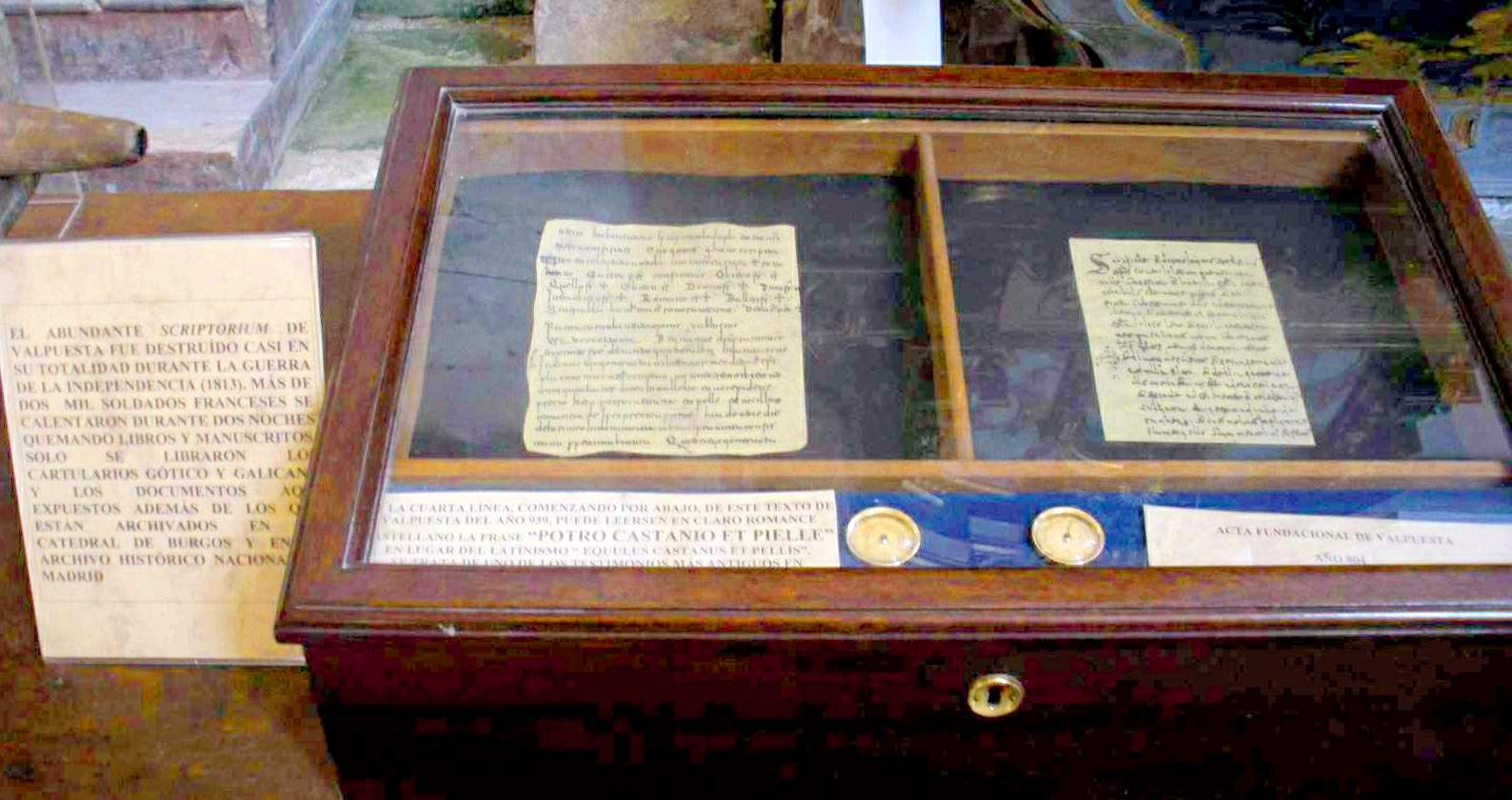
Facsímiles de los Cartularios expuestos en la Colegiata de Santa María de Valpuesta

Los Cartularios de Valpuesta llamados «Gótico» y «Galicano» (este último copiado en 1236) son documentos latinos referentes al Monasterio de Santa María de Valpuesta en la localidad de Valpuesta de la provincia de Burgos. Abarcan textos fechados desde el año 804 hasta 1200, año a partir del cual aparecerán textos escritos en pleno romance castellano, al igual que sucede con otras lenguas iberorrománicas, que mostrarán sus primeros testimonios de un romance plenamente desarrollado a comienzos del siglo xiii.
Estos documentos latinos entreverán rasgos propios de lo que serán las lenguas romances que permiten aproximarse al protorromance hablado en esta zona desde el siglo ix al xii. Como señala Emiliana Ramos Remedios:

Los escribanos que redactaban documentos como los de Valpuesta pretendían dar un barniz latino a sus documentos y sólo casualmente iban desgranando de forma instintiva elementos romances, como resultado de la confusión que existía a la hora de escribir, al tener que adaptar el sistema gráfico y la gramática latinos a los nuevos sonidos romances.

Rasgos romances del texto latino de los Cartularios:
1. Diptongación de e y o breves latinas: pielle (< PELLE), fueros (FOROS). Sin embargo aún en 969 (Privilegios al Monasterio de Sta. Mª de Rezmondo) aún se lee Pozolos, Villanova y Pisorga.
2. Pérdida de vocales átonas interiores: Elcedo (< ELICETUM), fresno (< FRAXINUM)
3. Sonorización de las consonantes sordas intervocálicas latinas: Cabezas (< CAPITIA), montadgo (< MONTATICUM)
4. Desarrollo de consonantes palatales y silbantes a partir de grupos consonánticos latinos con yod: poço (< PUTEO), Spelio/Spegio (< SPEC'LUM <SPECULUM), vinga/vineis (< VINEA)
5. Desaparición del sistema latino de declinación, en favor del uso del acusativo para cualquier función sintáctica y desarrollo de las preposiciones para marcarla.
6. Formación del plural romance en -s: sos sobrinos
7. Evolución del artículo a partir del demostrativo latino ILLE: Illa Torka
8. Formas verbales fiço, dono ('donó'), es, pertenez, ba, son
9. Ordenación romance de las estructuras oracionales: sujeto + verbo + complementos del verbo, en detrimento de la posición normal final del verbo en latín.

De entre estos elementos comunes a varias lenguas iberorromances, hay algunos que caracterizarán expresamente el castellano medieval del siglo xiii, y reflejan, por tanto, un protorromance castellano:
1. Ausencia de diptongación ante yod
2. Inexistencia de variantes para los diptongos ie y ue (sobre todo en ie)
3. Reducción del diptongo ie ante palatal (novillo en lugar de noviello). Se trata de un fenómeno tardío, aún se lee Villiella, Quintaniella de Muño, Bobadiella, Quintaniella de Villegas o Peral Castiello en 950 (fueros de Melgar de Suso) y Brabolio de Portiella en 1012 (Fueros de Nave de Albura)..
4. Reducción de diptongos decrecientes (carrera en vez de carreira)
5. Pérdida de F- inicial (Heliz en lugar de Felix). Se trata de nuevo de un fenómeno tardío del castellano. En los fueros de Melgar de Suso (950) se lee Finojosa de Castiello, Fitero de la Vega o Finojosa de Roano.
6. Evolución a prepalatal del grupo -LY- (grafías <gi>, <g>, <i>; paregios 'pares, parejos' <*PARICULUM, en lugar de la palatal lateral parellos)
7. Evolución a africada del grupo -SCY- en c (grafía <z>, <ç>, açadon en lugar de axadon)
8. Palatalización de -KT- en ch (grafías <g>, <gi>, <x>, Fontetegia —Fontecha— en lugar de teita < TECTA)

A la vista de estos rasgos Emiliana Ramos concluye que «los documentos de Valpuesta el que sean los primeros en dar fe de elementos lingüísticos del primitivo dialecto castellano como tal».

## Contenido
Comprenden varios manuscritos en que se copiaron documentos de los archivos de la corona, de los obispados, de los monasterios, que tratan de donaciones, juicios, ventas, cambios, y otros tipos de textos jurídicos. Los más antiguos datan de los años 804, 844, 864 y 875.
Son dos cartularios con los mismos textos: 
- El más antiguo recibe el nombre de «gótico» por estar escrito en gran parte en letra visigótica.
- El otro, más moderno, recibe el nombre de «galicano» por estar escrito en letra galicana, también llamada carolingia. Es una copia del gótico escrita el año 1236 por Rodrigo Pérez de Valdivielso, canónigo de Valpuesta.

Contienen los mismos textos, pero el galicano latiniza algunas expresiones castellanas del gótico.

### Fragmento de los textos
El siguiente texto del año 944, escrito en estilo gótico:.

...in loco que uocitant Elzeto cum fueros de totas nostras absque aliquis uis causa, id est, de illa costegera de Valle Conposita usque ad illa uinea de Ual Sorazanes et deinde ad illo plano de Elzeto et ad Sancta Maria de Uallelio usque ad illa senra de Pobalias, absque mea portione, ubi potuerimus inuenire, et de illas custodias, de illas uineas de alios omnes que sunt de alios locos, et omnes que sunt nominatos de Elzeto, senites et iubines, uiriis atque feminis, posuimus inter nos fuero que nos fratres poniamus custodiero de Sancta Maria de Valle Conpossita...
...en el lugar que llaman Elicedo con fueros de todas las nuestras excepto alguna causa de fuerza, esto es, de la costera de Valpuesta hasta la viña de Val Sorazanes y de allí al llano de Elicedo y a Santa María de Vallejo hasta la sierra de Pobalias, excepto mi parte, donde habremos podido encontrar, y de los puestos de guardia, de las viñas de otros hombres que son de otros lugares y hombres que llaman de Elicedo, viejos y jóvenes, varones y hembras, hemos puesto entre nosotros fuero que nosotros hermanos pongamos guardián de Santa María de Valpuesta...

Otro texto del año 1107:

...spontaneas nostras voluntates, sic tradimus nostros solares cum sua divisa et sua era et suo orto, tres terras, duas intro ambas villas, una terra in vado Cannares, tres vineas ad illa spinea latus de Nuno Ovecoz et de Iohannes Veliaz de la Rade in locum quod dicitur in illa Rade, iuxta carrera de parte iuso ad atrium sancte Marie Virginis in Valleposite, pro remedio animarum nostrarum vel parentum nostrarum, ibi deserviencium in ipsa regula in secula seculorum, amen.
...voluntariamente, cedemos nuestros solares con su divisa y su era y su huerto, tres parcelas de tierra, dos entre los dos pueblos y una en el vado de Cañares, tres viñas en el muro al lado de Nuño Ovecoz y de Juan Veliaz de la Rada, en el lugar que se ha dicho en la Rada, junto al camino de la parte baja del atrio de Santa María Virgen en Valpuesta para remedio de nuestras almas o de nuestros progenitores para que sean consagradas al servicio de esa orden por los siglos de los siglos. Amén.

## Ediciones de los cartularios
Estos documentos fueron publicados por primera vez en 1900 en la prestigiosa revista Revue Hispanique ("Chartes de l´église de Valpuesta du IX au XI siécle") por el hispanista francés Luciano Barrau-Dihigo, que limitó su edición a los documentos entre 804 y 1087. Posteriormente en 1970, María Desamparados Pérez Soler publicó otra edición del Cartulario de Valpuesta bastante fiel a la de Barrau-Dihigo.
El franciscano Saturnino Ruiz de Loizaga, paleógrafo del Archivo Vaticano, que ha sido el principal investigador en el estudio y difusión de los manuscritos valpostanos, en 1995 publicaba Los cartularios Gótico y Galicano de Santa María de Valpuesta (1096-1140), donde se contiene el resto de documentos (1090 hasta 1200) que no publicó Barrau-Dihigo en su trabajo.

### Becerro Gótico
El cartulario es un códice visigótico de 113 páginas transcrito por 32 amanuenses diferentes, 87 de las páginas están escritas en visigótica y el resto en carolina. Su contenido es la recopilación de documentos relacionados con la propiedad en el condado de Castilla. Se denomina al cartulario becerro por el material soporte de la escritura, piel. Así se puede definir este término como la reunión de todos los documentos encontrados en el archivo valpostino.

## Actualidad
Ha habido diferentes actuaciones a favor de la recuperación del patrimonio cultural de Valpuesta. Sus asociaciones culturales: Amigos de Valpuesta y Amigos de Valdegovía, nacidas en 1996, han sido las principales artífices de esta recuperación. En 2004 se celebró el MCC aniversario de la fundación de la villa con diversos actos culturales. En octubre de 2008 se celebró en Miranda de Ebro un congreso titulado Valpuesta: en los orígenes que versó sobre la importancia de los Cartularios de Valpuesta. El director del Instituto Castellano y Leonés de la Lengua catalogó la ciudad como la capital de las comarcas que se convierten en decisivas para los orígenes del español. En este mismo congreso se llegó a la conclusión de que el origen del castellano escrito se encuentra en el cartulario burgalés de Valpuesta.
El 27 de diciembre de 2009, la agencia EFE informó de un estudio del Instituto Castellano y Leonés de la Lengua (ILCYL), que afirma que los Cartularios son textos clave para entender «la disolución del latín y la formación de las estructuras prerromances».